# Carlo de' Medici
Ne doit pas être confondu avec Charles de Médicis.
Pour les autres membres de la famille, voir Maison de Médicis.
Carlo de' Medici (né le 19 mars 1595 à Florence, en Toscane, et mort le 17 juin 1666 à Florence) est un cardinal italien du XVIIe siècle. Membre de la puissante famille de Médicis, il est le fils du cardinal Ferdinando de' Medici (1563), le futur grand-duc de Toscane, le frère du grand-duc Cosme II de Médicis et l'oncle des cardinaux Giancarlo de' Medici (1644) et Leopoldo de' Medici (1667).

## Biographie

### Carrières
Le pape Paul V le crée cardinal lors du consistoire du 2 décembre 1615. Il est abbé commendataire de diverses riches abbayes, notamment de S. Stefano di Carrara et vice-doyen et doyen du Collège des cardinaux.
Le cardinal de' Medici participe au conclave de 1621, lors duquel Grégoire XV est élu, au conclave de 1623 (élection d'Urbain VII), au conclave de 1644 (élection d'Innocent X) et au conclave de 1655 (élection d'Alexandre VII).

### Mécénat
Pour décorer sa résidence florentine, le Casino Mediceo di San Marco il commande à Matteo Rosselli, Le Triomphe de David, payé en 1620, aujourd'hui conservé au palais Pitti, puis en 1622 le Narcisse à la Fontaine et Erminie et les bergers, à Francesco Curradi et Roger et Alcine à Rutilio Manetti. Il fut aussi un admirateur de la peinture de Giovanna Garzoni qui travailla à la cour grand-ducale de 1642 à 1651, et poursuivit ses échanges avec les Médicis après son installation à Rome en 1650.